# Néopentyllithium
Le néopentyllithium est un organolithien de formule chimique C5H11Li. C'est une base forte, non nucléophile, disponible dans le commerce. Le néopentyllithium est parfois utilisé en chimie organométallique.